# Folksaga

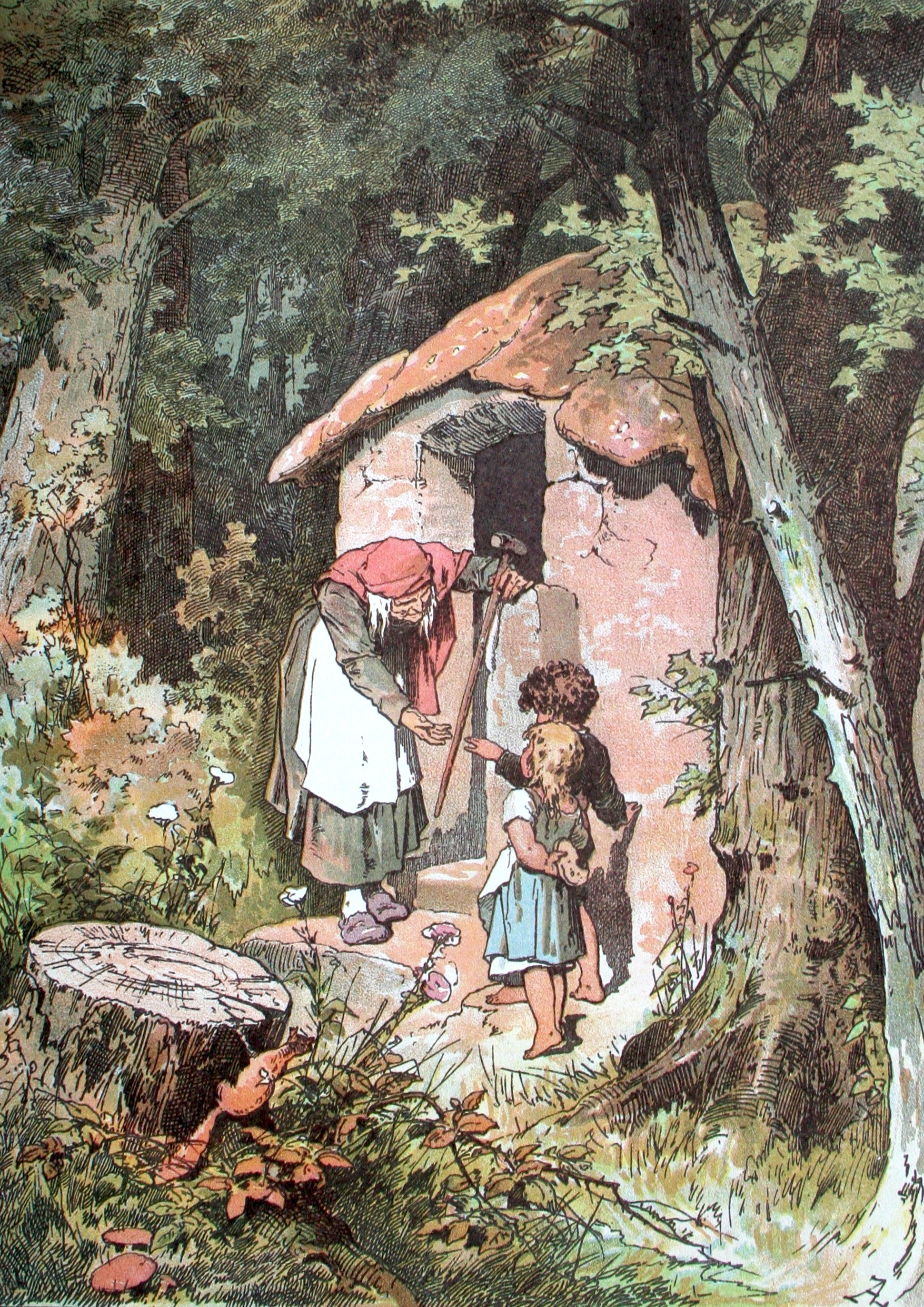
Hans och Greta är en tysk folksaga.

Folksaga är en typ av berättelse som spridits genom muntlig tradition.

## Historia
Under det nationalromantiska 1800-talet sammanställdes många folksagor i skriftlig form, och det äldsta kända källorna som använder ordet "folksaga" är också från början av 1800-talet. Ett av de mest kända exemplen är de två tyska språkforskarna Bröderna Grimms sagor. I Sverige gjordes det tidigt av Gunnar Olof Hyltén-Cavallius och George Stephens; 1844 gav de ut Svenska Folksagor och äventyr. Jørgen Moe gav tillsammans med Per Christian Asbjørnsen ut Norske folkeeventyr. 

## Återkommande företeelser
Många folksagor börjar med frasen "Det var en gång...", för att avstå från alla anspråk att beskriva samtiden. Antalet tre är också vanligt, som till exempel "Tre små grisar..."

## Typer av folksagor
- Adderande sagor är ofta sekventiellt uppbyggda av repeterade händelser som leder till slutet av sagan. Oftast är huvudpersonen intelligent, och drar nytta av erfarenheterna han skaffar sig genom den upprepade handlingen. Östan om sol och västan om måne är en sådan saga.

- Pourquoi-sagor, "Varför-sagor", är sagor som förklarar varför något är som det är, särskilt naturen. De är dock inte lika komplexa som myter i sin uppbyggnad. Dessa sagor är vanliga inom den ryska traditionen.

- Sagan om "dumbommen" handlar, som namnet antyder, oftast om en godhjärtad, men dum person som försätter sig själv i absurda situationer genom sin dumhet. Trots allt brukar det gå honom/henne väl i slutet av sagan i alla fall. Den danska Vad far gör är alltid det rätta är en typisk sådan saga.

- "Trickster"-sagor handlar alltid om en figur, trickstern, som är intelligent och lurar sin omgivning. Ofta försöker han spela andra ett spratt, och kan ibland ha rent elaka drag. Ibland lyckas han med sitt uppsåt, men ofta går det honom illa. Många av episoderna om Loke i vår nordiska mytologi är av den här karaktären.

- "Fésagor" handlar sällan om féer eller älvor/alver, trots sitt namn. Oftast förekommer magiska föremål som speglar, svärd eller ringar i sagan. Mycket av de gamla fésagornas element har lyckats överleva in i den moderna fantasyn.

- Realistiska sagor eller novellsagor rör sig i en mer realistisk miljö utan underverk. Hjälten vinner ofta framgång genom list i stället för övernaturlig förmåga. Tusen och en natt är en sagosamling med många novellsagor.

- Skrönor baserar sig ofta på verkliga personer och händelser, även om både handlingen och personernas egenskaper gärna överdrivs. Ett exempel är Balladen om John Henry. Den här typen av berättelser är vanliga i den amerikanska traditionen.

- Fabler är berättelser med djur som talar och beter sig som människor. Oftast finns det ett moraliskt, uppfostrande syfte med fabeln. Berättelsen Räven och rönnbären (egentligen druvor) är ett typiskt exempel.

- Myter försöker oftast att förklara ursprunget till världen och naturen. De innehåller nästan alltid övernaturliga händelser och personer. Det som var religion för ett folk bildade myter hos andra. Och det är i myterna vi hittar ursprunget till "quest"-historierna som så ofta förekommer i fantasylitteraturen. Bland myterna hittar man till exempel Eddan.

- Epos är långa berättelser. De har inte samma form som myterna, utan handlar oftast om en person och hans kamp mot omvärlden. Exempel på epos är Beowulf, Odyssén, Kung Artur och Robin Hood. Många av de episka berättelsernas teman och personer hittar man i den moderna fantasylitteraturen.

- Legender har sitt ursprung i historien och förlitar sig inte lika mycket på övernaturliga händelser som myter och episka berättelser. Hjältarna har oftast blivit glorifierade, ibland till och med odödliga. Våra berättelser om helgon och martyrer hamnar i den här kategorin.